# Малатдегидрогеназа
Малатдегидрогеназа (Дегидрогеназа яблочной кислоты, англ. MDH, EC 1.1.1.37 — фермент, катализирующий окисление S-малата (L-яблочная кислота) до оксалоацетата (щавелевоуксусной к-ты).
(S)-malate + NAD(+) <=> oxaloacetate + NADH
Цитоплазматическая малатдегидрогеназа MDH1 (1.1.1.37) кодируется геном, локализованным на 2-й хромосоме, экспрессируется в гепатоцитах и нефроцитах, участвует в глюконеогенезе. Коферментом этой реакции является НАД.
Митохондриальная малатдегидрогеназа MDH2 (1.1.1.37) кодируется геном, локализованным на 7-й хромосоме, экспрессируется во всех тканях и участвует в Цикле Кребса (цикл трикарбоновых кислот, цикл лимонной кислоты). Коферментом этой реакции является НАД.
Малатдегидрогеназа (НАДФ) (NADP-malic enzyme, 1.1.1.82) EC 1.1.1.82 кодируется геном EGO , экспрессируется в цитоплазму клеток тех тканей, которые участвуют в биосинтезе жирных кислот: гепатоциты, клетки молочной железы и др. Коферментом этой реакции является НАДФ. Наряду с пентозофосфатным циклом Пентозофосфатный путь является поставщиком НАДФН для синтазы жирных кислот, а так же для биосинтеза холестерина. 

Механизм действия фермента включает стадии последовательного, согласованного присоединения двух субстратов. В начале, в активный центр MDH2 присоединяется дикарбоновая кислота (яблочная (анион - малат) или щавелевоуксусная (анион - оксалоацетат)). Затем присоединяется НАД+ или НАДН соответственно, через аденилатный фрагмент, который связывается так, что никотинамидный фрагмент атакует гидроксильный или карбонильный углерод дикарбоновой кислоты  [1,2].
Ряд малатдегидрогеназ являются декарбоксилирующими ферментами и участвуют как в выработке НАДФН, так и регуляции уровня углекислого газа внутри клеток.
Малатдегидрогеназа (НАДФ) (NADP-malic enzyme, 1.1.1.40) EC 1.1.1.40 Декарбоксилирующий фермент, экспрессированный в различных органах и тканях, участвующий в биосинтезе фосфолипидов. Широко экспрессирован в гепатоцитах как в матриксе митохондрий так и в цитоплазме. Этот изофермент выделен из водорослей и растений, экспрессирован в хлоропластах и цитоплазме. Кристаллические формы фермента из цитоплазмы человеческих гепатоцитов описаны довольно широко 2AW5.pdb
(S)-malate + NADP(+) <=> pyruvate + CO(2) + NADPH 

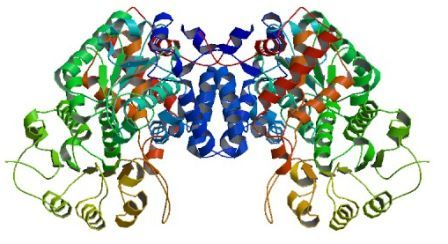
EC 1.1.1.40 — Malate dehydrogenase (oxaloacetate-decarboxylating) (NADP+)

Малатдегидрогеназа (НАД) (NAD-malic enzyme, 1.1.1.38) EC 1.1.1.38 Декарбоксилирующий фермент, выделен из бактерий и насекомых.
Малатдегидрогеназа (НАД) (NAD-malic enzyme, 1.1.1.39) EC 1.1.1.39 Декарбоксилирующий фермент, выделен из матрикса митохондрий растений.
(S)-malate + NAD(+) <=> pyruvate + CO(2) + NADН 
Максимальная активность фермента MDH2 наблюдается при концентрации яблочной кислоты равной 0,03 М, полумаксимальная — при 0,01 М. Специфическим субстратом малатдегидрогеназы является естественная L-яблочная кислота. Фермент не действует на D-яблочную кислоту, он не катализирует окисление малеиновой и диоксималеиновой кислот. Препараты малатдегидрогеназы MDH1 и MDH2 обладают способностью катализировать окисление яблочной кислоты в присутствии NAD, метиленового синего и цианида. Метиленовый синий можно заменить адреналином, лактофлавином или пиоцианином. Малатдегидрогеназа MDH2 экспрессируется в тканях мозга, сердца, печени, мышцах, почек и других органах животных, а также в дрожжах, у высших растений и некоторых бактерий, в том числе у микобактерий туберкулеза PDB 5KVV. Соотношения активности изофермента неодинаковы в различных органах. Оптимум pH фермента находится при 7,2.